# ريتشارد ستيوارت (سياسي)
ريتشارد ستيوارت هو سياسي كندي، ولد في 1959. نشط حزبياً في BC United ‏.